# Miḥrāb

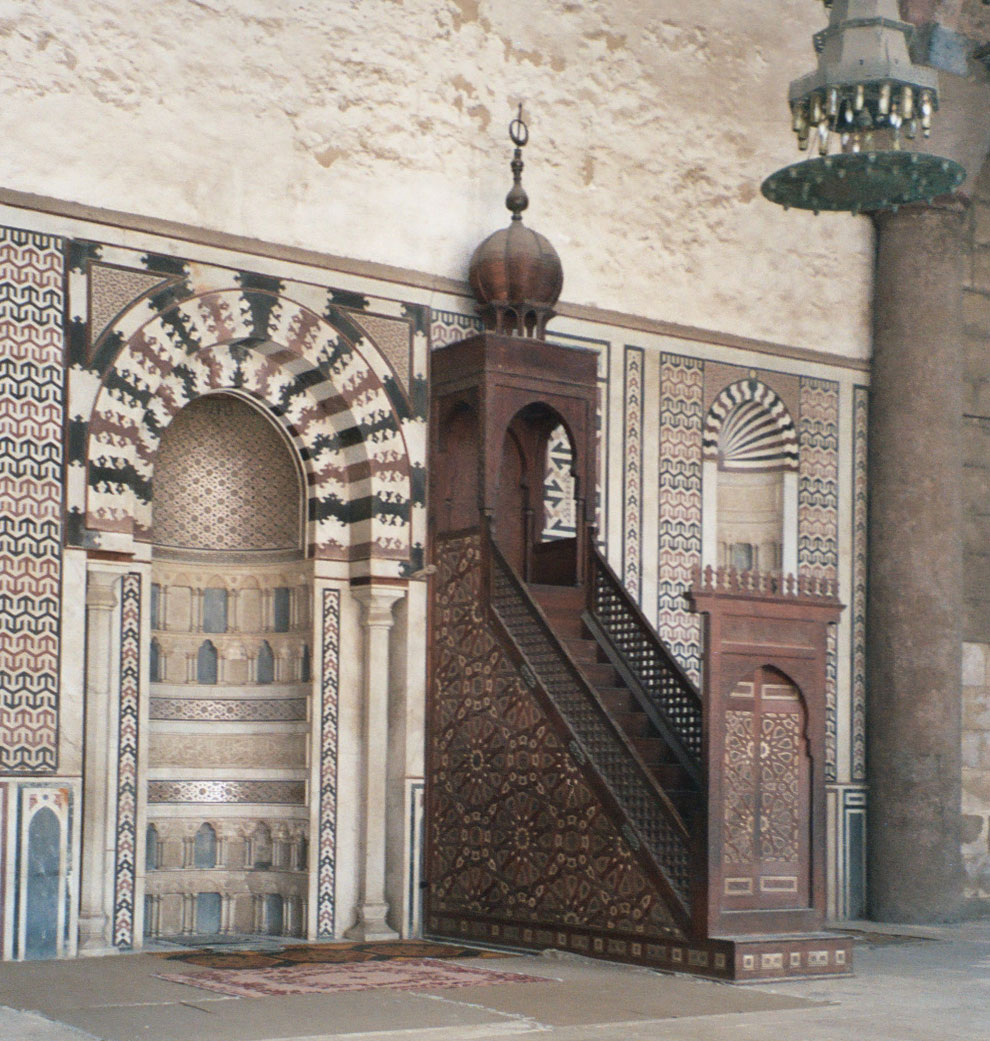
Mihrab e minbar della moschea del Sultano mamelucco al-Nāsir Muhammad ibn Qalāwūn (1318), Cittadella del Cairo

Il miḥrāb (in arabo محراب‎?, plur. in arabo محاريب‎?, maḥārīb) è la nicchia che, all'interno di una moschea o di un edificio, indica la direzione (qibla) della Mecca dove si trova la Kaʿba.
È infatti verso questo che è considerato il massimo santuario dell'Islam che deve essere orientato il viso di ogni orante nel corso della ṣalāt canonica e di ogni altra preghiera volontaria.
Se in una vera e propria moschea il miḥrāb sarà una nicchia, decorata con maggiore o minore sfarzo, in una stanza d'albergo il miḥrāb potrà essere indicato da una semplice scritta su una parete che possa aiutare chi non sappia determinare il giusto orientamento e sia sprovvisto di bussola. In una cabina di un aereo di linea, ad esempio, la direzione dovrà essere invece indicata da una scritta proiettata da un apposito proiettore in grado di mutare direzione a seconda dei vari cambiamenti di rotta dell'aeromobile.